# Risho Kossei-kai
Risho Kossei-kai (立正佼成会) é uma ramificação do Budismo do movimento Nitiren, fundada por Nikkyō Niwano e Myoko Naganuma, ex-membros da Reiyukai, fundada em 5 de março de 1938,  em  Tóquio.